# Донлаг
Донлаг — виправно-трудовий табір ГУЛАГ на Донбасі.
Організований не раніше листопада 1946;

закритий 04.03.47.

## Підпорядкування і дислокація
- УВТТК МВС Української РСР.

Дислокація: Табірні підрозділи Донлагу розміщувалися у Сталінській (нині Донецькій) області, Ворошиловградській (нині Луганській) обл. та Дніпропетровській області.

## Виконувані роботи
- видобування вугілля,
- відновлювання шахт Донбасу й рудників Криворізького басейну,
- будування житлових будинків,
- вантажні роботи.

## Чисельність з/к
- 01.01.47 — 15 182

## Історія
Підрозділи таборів і колоній відкривали здебільшого поспіхом, у непристосованих приміщеннях. Серйозні проблеми існували з набором воєнізованої охорони.
За 1946 рік із місць ув'язнення втекли 451 чол., із них 229 так і не вдалося затримати. Тривожним для керівництва фактом була 71 групова втеча, із них 6 — з обеззброєнням охорони. Крім того, мали місце втечі, що супроводжувалися проломом воріт і парканів зон за допомогою захоплених автомобілів.
Було прийняте рішення етапувати з території України невеликими партіями у віддалені виправно-трудові табори СРСР усіх «повстанців і бандерівців», попри підвищену зацікавленість у підневільній робочій силі.
Вивезення цих арештантів украй негативно відбилося на показниках економічної діяльності виправно-трудових колоній УРСР.
Велику частину контингенту виправно-трудових установ становили дрібні розкрадачі, кількість яких зростала в міру розгортання голоду, котрий почався в Україні з другої половини 1946 року.
На початку 1946 р. в'язні виправно-трудових таборів і колоній УРСР за основною нормою отримували: хліба — 500, крупи й макаронів — 55, м'яса та м'ясопродуктів — 15, риби, рибопродуктів — 80, картоплі та овочів — 450 грамів на добу. Нижчими були норми харчування в'язнів, які перебували в штрафному ізоляторі. їм видавали 300 г хліба, 20 г крупи і макаронів, 40 г риби та рибопродуктів, 350 г картоплі й овочів. Ще меншу пайку отримували в'язні, які перебували в карцері. На добу їм видавалося лише 300 г хліба й окріп, гаряча їжа — раз на три дні.
Із середини 1946 р. продовольче забезпечення в'язнів ҐУЛАҐ різко погіршилося. МВС СРСР 27 січня 1947 р. видало розпорядження № 41, яким із 1 лютого того ж року було запроваджено гарантовану норму (600 г) видачі хліба. Однак найчастіше видавати було нічого. За офіційними даними, у 1947 р. постачання у ВТУ країни різних видів продовольства становили від 40% до 70% запланованих лімітів. Від голоду найбільше потерпали не професійні злочинці, для яких тюрма була «рідною домівкою», і вони завжди мали свій «злодійський шматок», а насамперед дрібні розкрадачі, котрі вчинили злочин із безвиході.
На підставі наказу МВС СРСР № 0281 від 6 травня 1948 р. було збільшено ліміти пайкового забезпечення. Так, за основною нормою в'язні почали отримувати 700 г хліба, 110 г крупи, 20 г м'яса, 60 г риби, 650 г картоплі й овочів (утім, за наявності ресурсів), 10 г пшеничного борошна. Це дещо знизило гостроту продовольчої проблеми, послабило лещата голоду. Однак багатьох "доходяг" це вже не врятувало…